# Mapai
El Mapai (en hebreu מפא"י), acrònim de (Mifléget Poalé Érets Yisrael, מפלגת פועלי ארץ ישראל) en català: Partit dels Treballadors de la Terra d'Israel) fou un partit polític sionista d'esquerres que va ser la força política predominant a Israel fins que l'any 1968 es va fusionar amb altres partits per a formar el Partit Laborista Israelià.

## Antecedents
El partit va ser fundat el 1930 per la fusió de ha-Poel ha-Tsaïr, fundat per A.D Gordon i l'original Ahdut ha-Avodà (fundat el 1919 per l'ala moderada del partit socialista sionista rus Poalé Tsiyyon dirigit David Ben-Gurion). En la dècada de 1920, el moviment sionista laborista havia fundat el sindicat Histadrut, que va dominar l'economia i infraestructura de l'assentament hebreu, fent de Mapai la facció política dominant en la política sionista. També fou responsable de la fundació de ha-Xomer i Haganà, els dos primers grups armats jueus que tenien cura de la seguretat de les persones i propietats de les noves comunitats jueves, a més de protagonitzar atacs contra la població àrab palestina per expulsar-la de les seves terres. A principis de 1930, David Ben-Gurion s'havia fet càrrec del partit i s'havia convertit en el líder de facto de la comunitat jueva de Palestina (coneguda com la Yixuv).

## Partit de govern

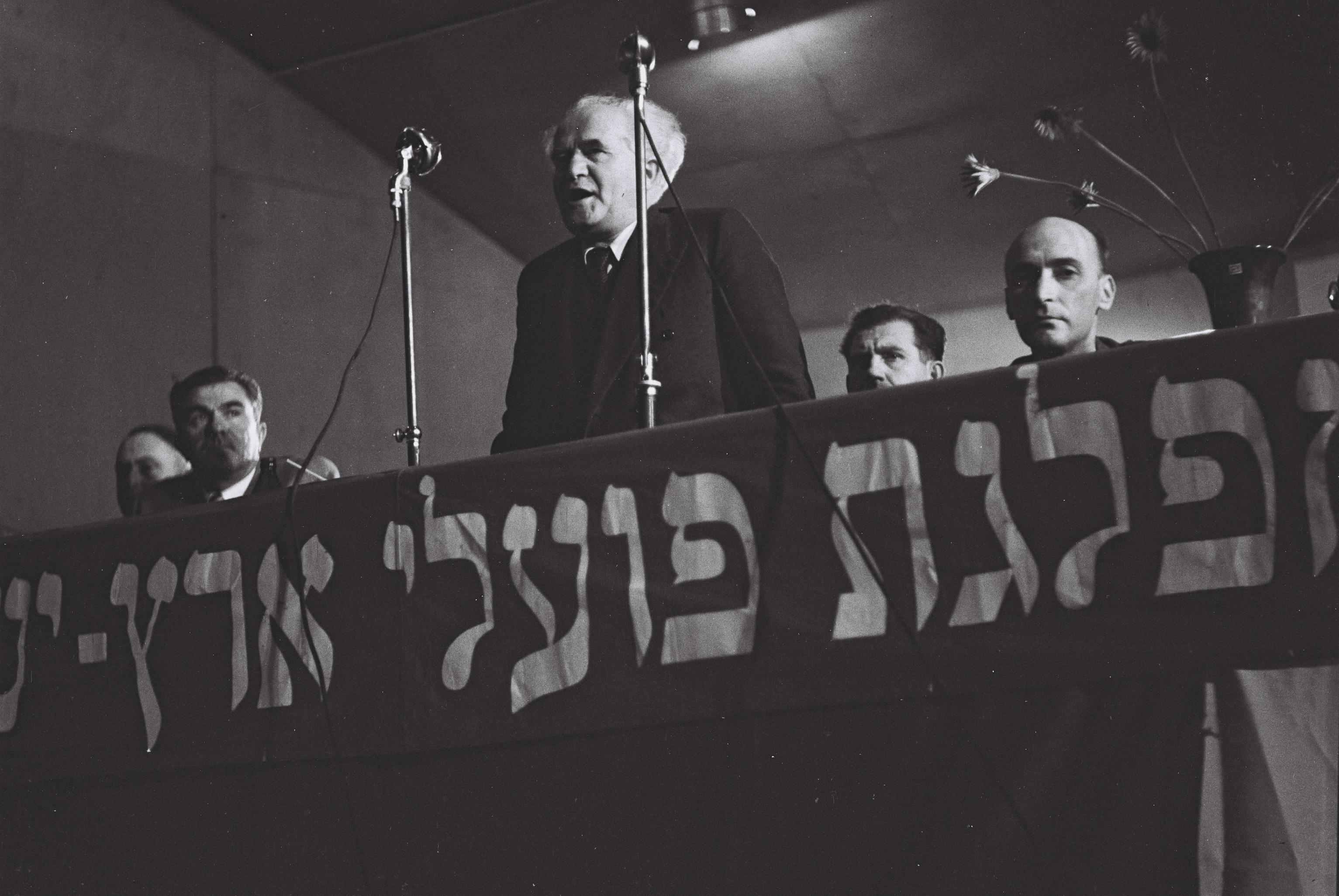
David Ben-Gurion, històric dirigent del Mapai, fent campanya per a les eleccions de 1949

A causa del seu paper independent i victoriós en la Guerra araboisraeliana de 1948, fou el partit triomfador a les primeres eleccions d'Israel de 1949, guanyant un 35,7% dels vots (molt per davant del segon classificat, el Mapam, amb el 14,7%) i 46 dels 120 escons. Ben-Gurion va esdevenir primer ministre d'Israel i va formar un govern de coalició amb el Front Unit Religiós, el Partit Progressista, Comunitats Sefardita i Oriental i la Llista Democràtica de Natzaret (un partit àrab israelià associat amb Mapai).
Les eleccions de 1951 van registrar un nou augment en el suport a un 37,3% dels vots (47 escons), tot i els problemes econòmics del país. Ben-Gurion novament va formar govern amb el suport de Mizrahí, ha-Poel ha-Mizrahí, Agudat Israel, Poalé Agudat Israel i tres partits àrabs israelians associats amb Mapai, la Llista Democràtica per als Àrabs Israelians, Progrés i Treball i Agricultura i Desenvolupament. No obstant això, va commocionar el país al renunciar el 6 de desembre de 1953 per a instal·lar-se al petit quibuts del Nègueb Sedé Boqer, i va ser substituït per Moshe Sharett.
Les eleccions de 1955 van veure la primera caiguda en el suport, només va registrar el 32,2% dels vots (40 escons), tot i que encara molt per davant del segon classificat, el Herut (12,6%). Ben Gurion va tornar com a primer ministre, i va formar un govern de coalició amb el Front Nacional Religiós (que posteriorment va canviar el seu nom pel Partit Nacional Religiós), Mapam, Ahdut ha-Avodà, i els tres partits àrabs israelians, la Llista Democràtica per als Àrabs Israelians, Progrés i Treball i Agricultura i Desenvolupament. Més tard, s'hi va afegir el Partit Progressista.
En contrast amb les anteriors, les eleccions de 1959 van veure un augment en el suport, el 38,2% dels vots i 47 escons. Ben-Gurion va tornar a convidar al Partit Nacional Religiós, Mapam, Ahdut ha-Avodà, Partit Progressista i els tres partits àrabs israelians, Progrés i Desenvolupament, Cooperació i Germandat i Agricultura i Desenvolupament per a formar la coalició.

## Reagrupament de les forces laboristes
L'afer Lavon que va enderrocar el govern el 1961, probablement va contribuir als relativament mals resultats del partit a les eleccions del mateix any, ja que va obtenir només el 34,7% dels vots i 42 escons. Encara que Ben-Gurion va formar una forta coalició amb el Partit Nacional Religiós, Ahdut ha-Avodà, Poalé Agudat Israel, Cooperació i Germandat i Progrés i Desenvolupament, dos esdeveniments durant el Cinquè Kenésset provocaran la reducció de la preeminència de Mapai.
En primer lloc, Ben-Gurion va renunciar al càrrec de cap del partit al·legant raons personals, encara que en realitat estava molest per una suposada falta de suport dels seus col·legues. Va crear un nou partit, Rafi, portant amb ell set altres membres de Mapai. En segon lloc, els dos principals partits de l'oposició de dreta, Herut i el Partit Liberal, s'havien fusionat en Gahal. Això va significar que al final de la sessió de la Kenésset, Mapai tenia només 34 escons i Gahal 27.
La resposta del partit fou buscar el suport d'altres partits amb ideologia similars. El resultat va ser una aliança amb Ahdut ha-Avodà per formar l'Alineació de cara a les eleccions del 1965. El nou partit va obtenir el 36,7% dels vots i 45 escons, i va vèncer còmodament al Gahal (26 escons). El 23 de gener de 1968 Mapai, Rafi i Ahdut ha-Avodà es van fusionar en el Partit Laborista Israelià i va deixar d'existir com a entitats individuals.

## Llista de secretaris generals
- 1930–1953 – David Ben-Gurion
- 1953–1955 – Moshe Sharett
- 1955–1963 – David Ben-Gurion
- 1963–1968 – Leví Eixkol

## Resultats electorals
| Any                                                                | Vots                                                               | %                                                                  | Escons                                                             | +/–                                                                | Líder                                                              |
| Eleccions a l'Assemblea de Representants durant el Mandat britànic | Eleccions a l'Assemblea de Representants durant el Mandat britànic | Eleccions a l'Assemblea de Representants durant el Mandat britànic | Eleccions a l'Assemblea de Representants durant el Mandat britànic | Eleccions a l'Assemblea de Representants durant el Mandat britànic | Eleccions a l'Assemblea de Representants durant el Mandat britànic |
| ------------------------------------------------------------------ | ------------------------------------------------------------------ | ------------------------------------------------------------------ | ------------------------------------------------------------------ | ------------------------------------------------------------------ | ------------------------------------------------------------------ |
| 1931                                                               | 21.497 (#1)                                                        | 43,5                                                               | 27 / 71                                                            | Nou                                                                | David Ben-Gurion                                                   |
| 1944                                                               | 73.367 (#1)                                                        | 36,5                                                               | 64 / 171                                                           | 37                                                                 | David Ben-Gurion                                                   |
| Eleccions a la Kenésset                                            |                                                                    |                                                                    |                                                                    |                                                                    |                                                                    |
| 1949                                                               | 155.274 (#1)                                                       | 35,7                                                               | 46 / 120                                                           | -                                                                  | David Ben-Gurion                                                   |
| 1951                                                               | 256.456 (#1)                                                       | 37,3                                                               | 45 / 120                                                           | 1                                                                  | David Ben-Gurion                                                   |
| 1955                                                               | 274.735 (#1)                                                       | 32,2                                                               | 40 / 120                                                           | 5                                                                  | Moshe Sharett                                                      |
| 1959                                                               | 370.585 (#1)                                                       | 38,2                                                               | 47 / 120                                                           | 7                                                                  | David Ben-Gurion                                                   |
| 1961                                                               | 349.330 (#1)                                                       | 34,7                                                               | 42 / 120                                                           | 5                                                                  | David Ben-Gurion                                                   |